# Liste der römisch-katholischen Bischöfe von Kiew
Die Liste der Bischöfe von Kiew enthält die römisch-katholischen Bischöfe von Kiew.

## Bischöfe von Kiew
Nominelle Bischöfe
Seit 1321 wurden römisch-katholische Bischöfe für Kiew ernannt, nachdem das Gebiet zum Großfürstentum Litauen gekommen war. Diese amtierten jedoch nicht, sondern lebten mit diesem Titel meist in Polen.
- Heinrich OP (1321–1350)
- Jakob OP (1341/59–1378)
- Nikolaus OP (1378)
- Borzysław OP (1375)
- Philipp (1405/10)
- Michael Trestka (1413)
- Stanisław von Budzowo (1430)
- Stanisław II. (1431)
- Andreas (1434)
- Johannes (1466)

Bischöfe
Seit dem 15. Jahrhundert residierten die Bischöfe tatsächlich in Kiew.
- Clemens (1466–1473)
- Jan Filipowicz (1480–1537)
- Franciszek (1537–1551)
- Jan Andruszewicz (1551–1557) (dann Bischof von Luzk)
- Mikołaj Pac (1557–1584)
- Józef Wereszczyński (1592–1598)
- Krzysztof Kazimierski (1598–1618) (auch Kazimirski, Christoph Cazimirski)
- Bogusław Radoszewski (1619–1633) (dann Bischof von Luzk)
- Andrzej Szołdrski (1633–1635) (dann Bischof von Przemyśl)
- Stanisław Zaremba OCist (1646–1653)
- Jan Leszczyński (1655–1656) (dann Bischof von Chełm)
- Tomasz Ujejski SJ (1656–1677) (dann Weihbischof in Ermland)
- Stanisław Jan Witwicki (1679–1682) (dann Bischof von Luzk)
- Jarosław Sokołowski (1682–1683)
- Andrzej Chryzostom Załuski (1683–1692) (dann Bischof von Płock)
- Jan Paweł Sariusz-Gomoliński (1698–1711)
- Walenty Maciej Arcemberski (1711–1717)
- Jan Joachim Tarło (1717–1722) (dann Bischof von Posen)
- Jan Samuel Ożga (1723–1756)
- Kajetan Sołtyk (1756–1759) (dann Bischof von Krakau)
- Józef Andrzej Załuski (1759–1774)
- Ignacy Franciszek Ossoliński (1774–1784)
- Kasper Kazimierz Cieciszowski (1784–1798) (dann Bischof von Luzk-Schytomyr)

1778 wurde das Bistum Kiew auf russischen Druck aufgelöst.
1798 wurde es mit dem Bistum Luzk zum Bistum Luzk-Schytomyr vereinigt.

## Bischöfe von Kiew-Schytomyr
1925 wurde das Bistum als Bistum Schytomyr neu errichtet, blieb jedoch bis 1991 vakant. 1998 erfolgte die Umbenennung in Bistum Kiew-Schytomyr.
- Jan Purwiński (1991–2011)
- Petro Herkulan Maltschuk OFM (2011–2016)
- Witalij Krywyzkyj SDB (2017–)